# 김종민 (인터랙티브 디벨로퍼)
김종민은 디자이너이자 엔지니어로 현재는 구글에서 시니어 UX 엔지니어로 일 하고 있다. 코드로 만드는 애니메이션, 상호작용, 미니멀한 디자인에 관심이 많으며, 추상적인 미디어 아트보다는 좀 더 컨셉이 명확하게 드러나는 프로젝트를 추구하는 편이다. 주요 작업으로는 《CMISCM》 《DESK PROJECT》 《FORM FOLLOWS FUNCTION》 《THE MIMETIC WORDS OF HANGEUL》 《MATERIAL INTERACTION》 등이 있으며, RED DOT DESIGN AWARD, IF DESIGN AWARD, W3 AWARD, THE FWA, WEBBY AWARD, ONE SHOW AWARD 그리고 CANNES LION AWARD 등을 수상했다. 25살에 대학을 중퇴하고 PC방 알바를 하다가 10년 뒤인 2015년, 캘리포니아 구글 본사에서 시니어 UX 엔지니어로 일 하게 된 그의 10년간의 커리어와 디자인에 관한 이야기를 담은 책 <인터랙티브 디벨로퍼>를 출간했다.

## 경력
- 2015~현재 구글 시니어 UX 엔지니어
- 2013~2015 구글 UX 엔지니어
- 2011~2014 Firstborn Multimedia 시니어 디벨로퍼
- 2006~2010 디자인피버 디자이너

## 저서
- 김종민 (2015). 《인터랙티브 디벨로퍼 (구글 엔지니어의 포트폴리오)》. 한빛미디어. ISBN 9788968481840.
- 김종민 (2014). 《데스크 프로젝트》. 스윙밴드. ISBN 9791195260928.[3][4]

## 방송
- tvN Shift 질문으로 자라는 아이, 2020년 1월
- EBS 특별기획 미래 교육을 묻다 2부, 2018년 12월

## 팟캐스트
- Design Table Ep13. 인터랙티브 디벨로퍼, 2017년 9월[5]
- 나는 프로그래머다: 인터랙티브 디벨로퍼 특집, 2015년 10월[6][7]

## 강연
- LG 전자: GUI Motion, 2018년 12월
- 삼성 전자: 영감, 2017년 9월
- 삼성 SDS: 영감, 2017년 9월
- 2017 인터넷에코 트렌드 컨퍼런스: 영감, 2017년 9월
- NHN: 영감, 2017년 3월
- IDG UX World 2016 Fall: 영감, 2016년 8월
- Adobe Day for Creativity: 특별강연, 2016년 8월
- CA 컨퍼런스 66회 컨퍼런스: 앵콜! 구글 김종민 특강, 2016년 3월
- CA 컨퍼런스 65회 컨퍼런스: 취하라 모든게 거기에 있다 - 구글 김종민, 2016년 3월

## 수상
- 2019년 Webby Awards, People’s Voice
- 2016년 D&AD, Wood Pencil
- 2016년 One Show Award, Merit Award
- 2015년 Webby Awards, Official Honoree
- 2014년 Red Dot Award, Winner
- 2014년 Cannes Lion, Cyber Lions Shortlist
- 2014년 One Show Award, Merit Award
- 2014년 Webby Awards, Official Nominee
- 2013년 Davey Award, Silver Winner
- 2013년 W3 Award, Best in Show Winner
- 2013년 Webby Awards, Official Nominee
- 2012년 Webby Awards, Official Honoree
- 2011년 Webby Awards, Official Honoree
- 2010년 Web Award Korea, Excellent Prize
- 2010년 The Design Award of the Federal Republic of Germany, Nominee
- 2009년 Red Dot Design Award, Winner
- 2009년 iF Design Award, Winner
- 2009년 Digital Media Award, Excellent Prize
- 2009년 Web Award Korea, Excellent Prize